# سودرهولتس
سودرهولتس (به آلمانی: Süderholz) یک شهر در آلمان است که در فرپومرن-روگن واقع شده‌است. سودرهولتس ۴٬۴۱۱ نفر جمعیت دارد.